# Saint-Germain-sur-Bresle
Saint-Germain-sur-Bresle település Franciaországban, Somme megyében. Lakosainak száma 219 fő (2022. január 1.). Saint-Germain-sur-Bresle Ellecourt, Vieux-Rouen-sur-Bresle, Beaucamps-le-Jeune, Beaucamps-le-Vieux, Lafresguimont-Saint-Martin és Neuville-Coppegueule községekkel határos.

## Népesség
A település népessége az elmúlt években az alábbi módon változott:
| Lakosok száma | 219  | 210  | 209  | 206  | 205  | 203  | 210  | 214  | 219  |
|               | 2013 | 2015 | 2016 | 2017 | 2018 | 2019 | 2020 | 2021 | 2022 |